# Utah Starzz 2002
La stagione 2002 delle Utah Starzz fu la 6ª nella WNBA per la franchigia.
Le Utah Starzz arrivarono terze nella Western Conference con un record di 20-12. Nei play-off vinsero la semifinale di conference con le Houston Comets (2-1), perdendo poi la finale di conference con le Los Angeles Sparks (2-0).

## Roster
| N° | Naz.                   | Ruolo | Sportivo           | Anno | Alt. | Peso |
| -- | ---------------------- | ----- | ------------------ | ---- | ---- | ---- |
| 3  | Stati Uniti (bandiera) | G     | Marie Ferdinand    | 1978 | 175  | 69   |
| 8  | Stati Uniti (bandiera) | G     | Jennifer Azzi      | 1968 | 173  | 65   |
| 12 | Polonia (bandiera)     | C     | Margo Dydek        | 1974 | 218  | 101  |
| 15 | Stati Uniti (bandiera) | A     | Adrienne Goodson   | 1966 | 183  | 74   |
| 20 | Stati Uniti (bandiera) | G     | LaNeishea Caufield | 1980 | 175  | 75   |
| 21 | Stati Uniti (bandiera) | G     | Semeka Randall     | 1979 | 173  | 77   |
| 23 | Stati Uniti (bandiera) | A     | LaTonya Johnson    | 1975 | 183  | 69   |
| 24 | Stati Uniti (bandiera) | C     | Natalie Williams   | 1970 | 188  | 91   |
| 30 | Stati Uniti (bandiera) | G     | Kate Starbird      | 1975 | 185  | 63   |
| 34 | Stati Uniti (bandiera) | A     | Danielle Crockrom  | 1981 | 185  | 72   |
| 43 | Spagna (bandiera)      | G     | Elisa Aguilar      | 1976 | 173  | 65   |
| 50 | Stati Uniti (bandiera) | AC    | Andrea Gardner     | 1979 | 191  | 86   |
| 54 | Stati Uniti (bandiera) | C     | Amy Herrig         | 1977 | 193  | 86   |

## Staff tecnico
- Allenatore: Candi Harvey
- Vice-allenatori: Tammi Reiss, Bobby Morse